# فريدريك لودفيغ هوفمان
فريدريك لودفيغ هوفمان (بالإنجليزية: Frederick Ludwig Hoffman)‏ هو إحصائي أمريكي، ولد في 1865، وتوفي في 1946.